# Mười công trình lớn của Bắc Kinh

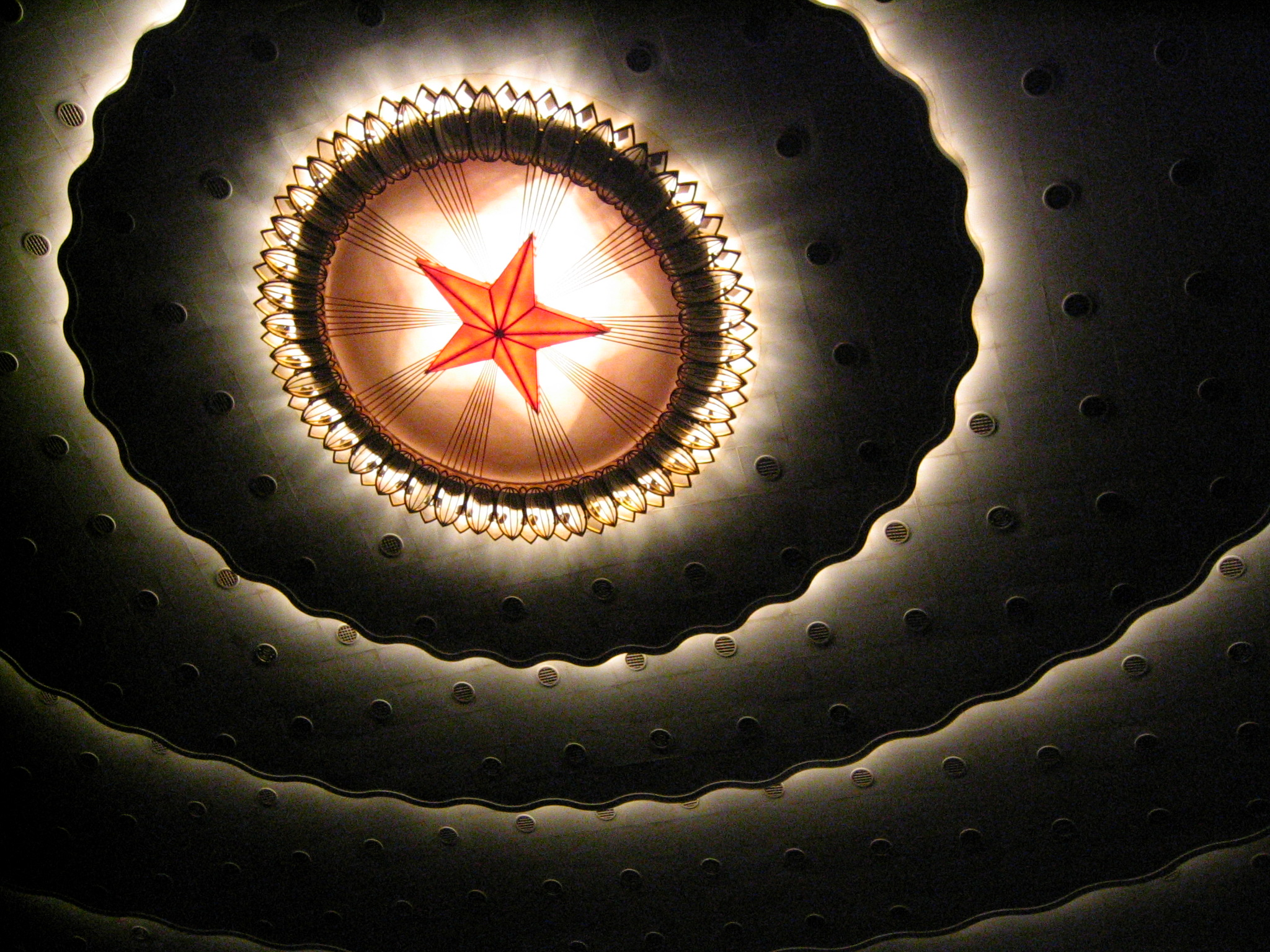
Trần nhà Đại lễ đường Nhân dân.

Mười công trình lớn của Bắc Kinh (Giản thể: 北京十大建筑, Hán Việt: Bắc Kinh thập đại kiến trúc) là mười công trình lớn được xây dựng tại thủ đô Bắc Kinh vào năm 1959 nhân kỉ niệm 10 năm ngày thành lập nhà nước Cộng hòa Nhân dân Trung Hoa. Đây là một phần của kế hoạch quy hoạch đô thị và xây dựng trong chương trình Đại Nhảy Vọt và được hoàn thành chỉ trong vòng 10 tháng, tính đến trước ngày quốc khánh Trung Quốc mùng 1 tháng 10.

## Lịch sử
Mười công trình lớn của Bắc Kinh được xây dựng cùng với việc mở rộng Quảng trường Thiên An Môn. Kiến trúc của mười tòa nhà này là sự pha trộn của ba trào lưu kiến trúc, Chủ nghĩa hiện đại, Chủ nghĩa hiện thực xã hội chủ nghĩa và những yếu tố của Kiến trúc Trung Quốc truyền thống. Kiến trúc sư của các công trình này là thành viên của Học viện Thiết kế Kiến trúc Bắc Kinh cùng với sự quản lý của Ủy ban Kế hoạch Bắc Kinh và Bộ Xây dựng Trung Quốc. Mười công trình lớn này được xây dựng với ý đồ đưa Bắc Kinh trở thành thành phố có các công trình tầm cỡ ngang tầm với những thủ đô lớn trên Thế giới như Washington DC, Paris hay Moskva.

## Các công trình
Dưới đây là danh sách cụ thể của Mười công trình:
| TT | Tên công trình                                                          | Mô tả |
| -- | ----------------------------------------------------------------------- | --- |
| 01 | Đại lễ đường Nhân dân (人民大会堂)                                      | Nằm ở đầu phía Tây Quảng trường Thiên An Môn, Đại lễ đường Nhân dân là nơi tổ chức các cuộc họp của Đại hội đại biểu Nhân dân toàn quốc cùng các nghi thức lớn khác                                                        |
| 02 | Bảo tàng Quốc gia Trung Quốc (中国国家博物馆)                           | Có tên ban đầu là Bảo tàng Lịch sử Cách mạng Trung Quốc, bảo tàng nằm ở đầu phía Đông của Quảng trường Thiên An Môn. |
| 03 | Cung Văn hóa Dân tộc (民族文化宫)                                       | Nằm ở phía Bắc của Đại lộ Trường An Tây, Cung Văn hóa Dân tộc được thiết kế với nhiều chi tiết kiến trúc truyền thống Trung Hoa và được coi là đại diện tiêu biểu của thiết kế kiểu Trung Hoa hiện đại.                    |
| 04 | Ga Bắc Kinh (北京站)                                                    | Vào thời điểm hoàn thành, Ga Bắc Kinh là ga đường sắt lớn nhất của Trung Quốc. Ga mới này được sử dụng để thay thế cho Ga Bắc Kinh cũ nằm tại Chính Dương Môn gần Quảng trường Thiên An Môn vốn được xây dựng từ năm 1901. |
| 05 | Sân vận động Công nhân (北京工人体育)                                   | Sân vận động lớn nhất Bắc Kinh vào thời điểm xây dựng và là nơi tổ chức Đại hội thể thao quốc gia đầu tiên của nhà nước Cộng hòa Nhân dân Trung Hoa.                                                                       |
| 06 | Cung Triển lãm Nông nghiệp toàn quốc (全国农业展览馆)                   | Công trình này do đích thân thủ tướng Chu Ân Lai chỉ đạo xây dựng để kịp hoàn thành trong năm 1959 cho lễ kỉ niệm lần thứ 10 Triển lãm Thành tựu Nông nghiệp toàn quốc.                                                    |
| 07 | Nhà khách Quốc gia Điếu Ngư Đài (钓鱼台国宾馆)                          | Khu nhà khách và khách sạn này được xây dựng trên khu vườn 800 năm tuổi có từ thời Nhà Kim. Công trình này đã kết hợp rất nhiều chi tiết của kiến trúc truyền thống Trung Hoa, đặc biệt là kiến trúc vườn.                 |
| 08 | Bảo tàng Quân sự Cách mạng Nhân dân Trung Quốc (中国人民革命军事博物馆) | Đây là bảo tàng quân sự lớn nhất của Trung Quốc tập trung chủ yếu vào Lịch sử Trung Quốc thế kỷ 20, đặc biệt là Nội chiến Trung Quốc.                                                                                      |
| 09 | Nhà khách Dân tộc Bắc Kinh (北京民族饭店)                               | Đây là một khách sạn nằm ở Đại lộ Trường An Tây. |
| 10 | Tòa nhà Hoa Kiều (侨大厦)                                               | Công trình này đã bị phá hủy trong thập niên 1990 để nhường chỗ cho một tòa nhà khác nằm cùng vị trí. |

## Hình ảnh

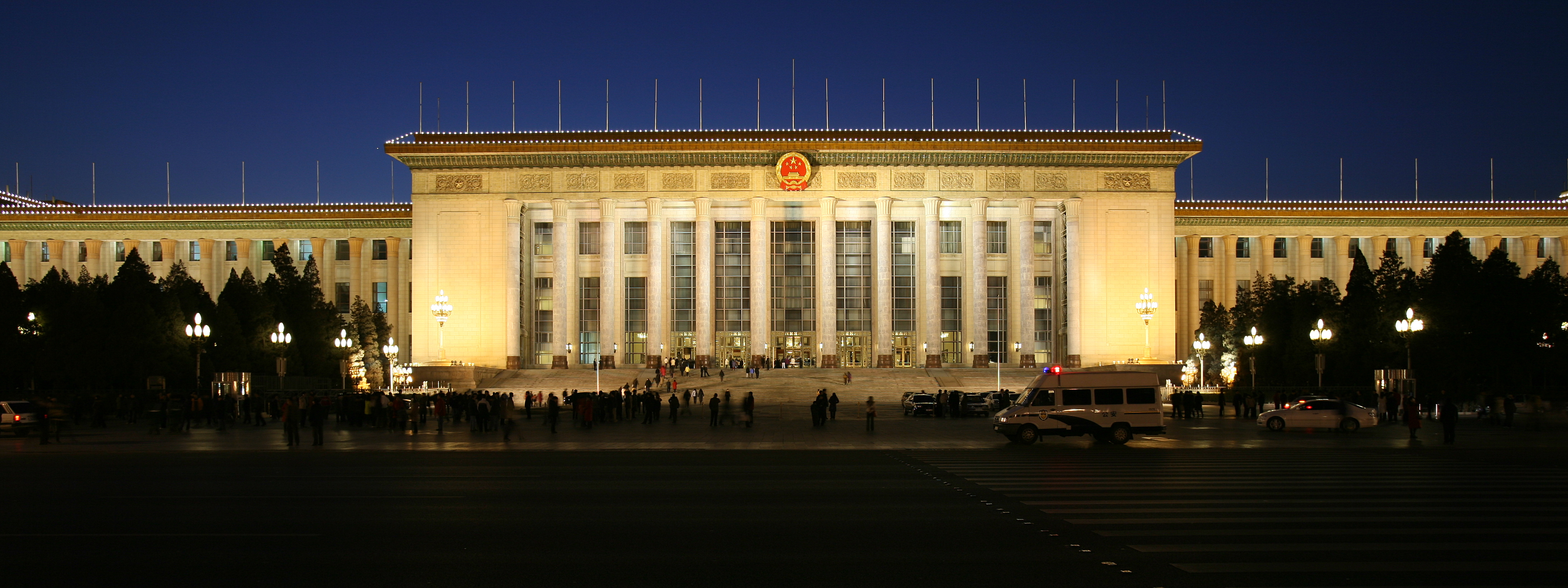
Đại lễ đường Nhân dân
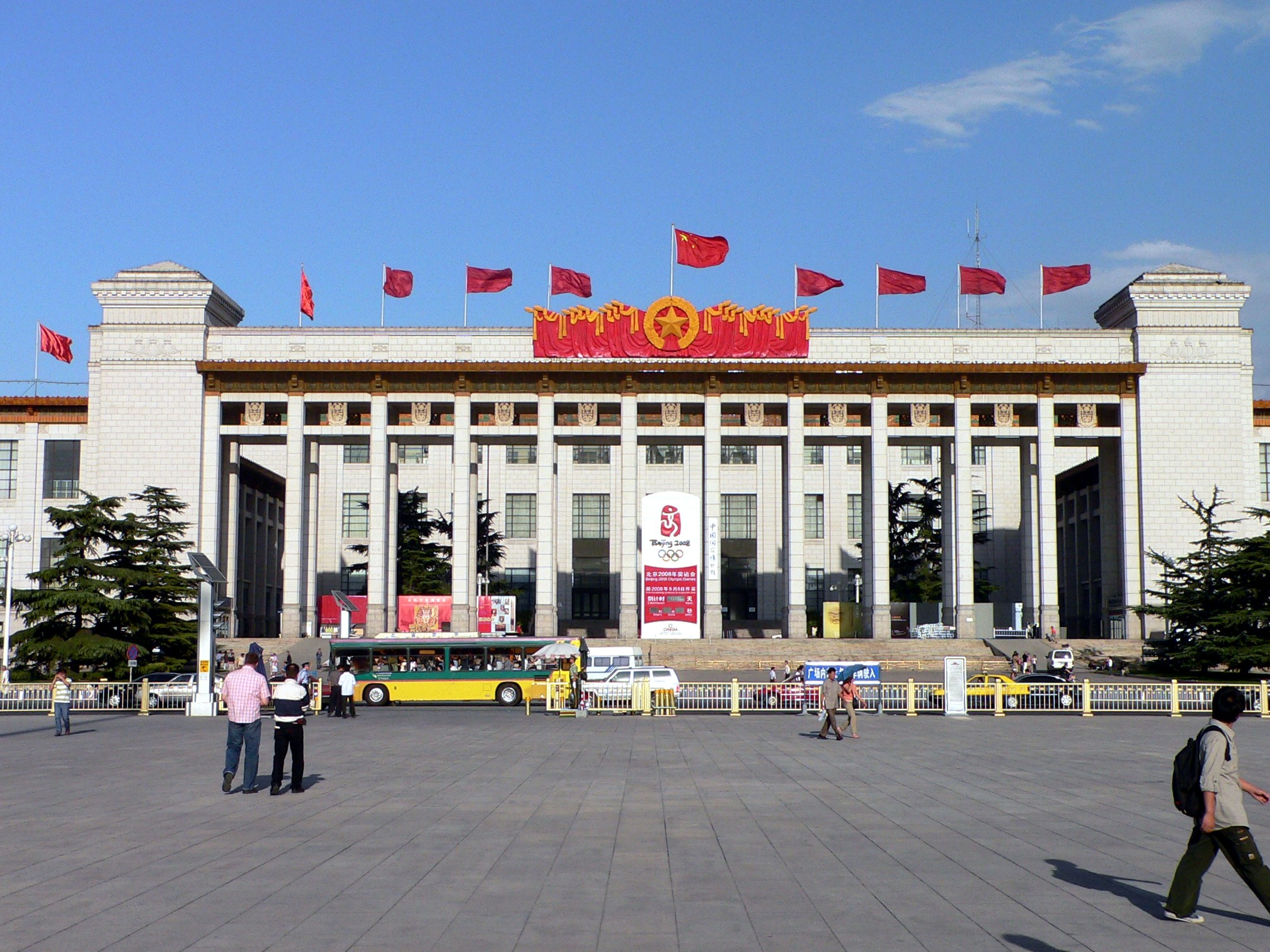
Bảo tàng Quốc gia
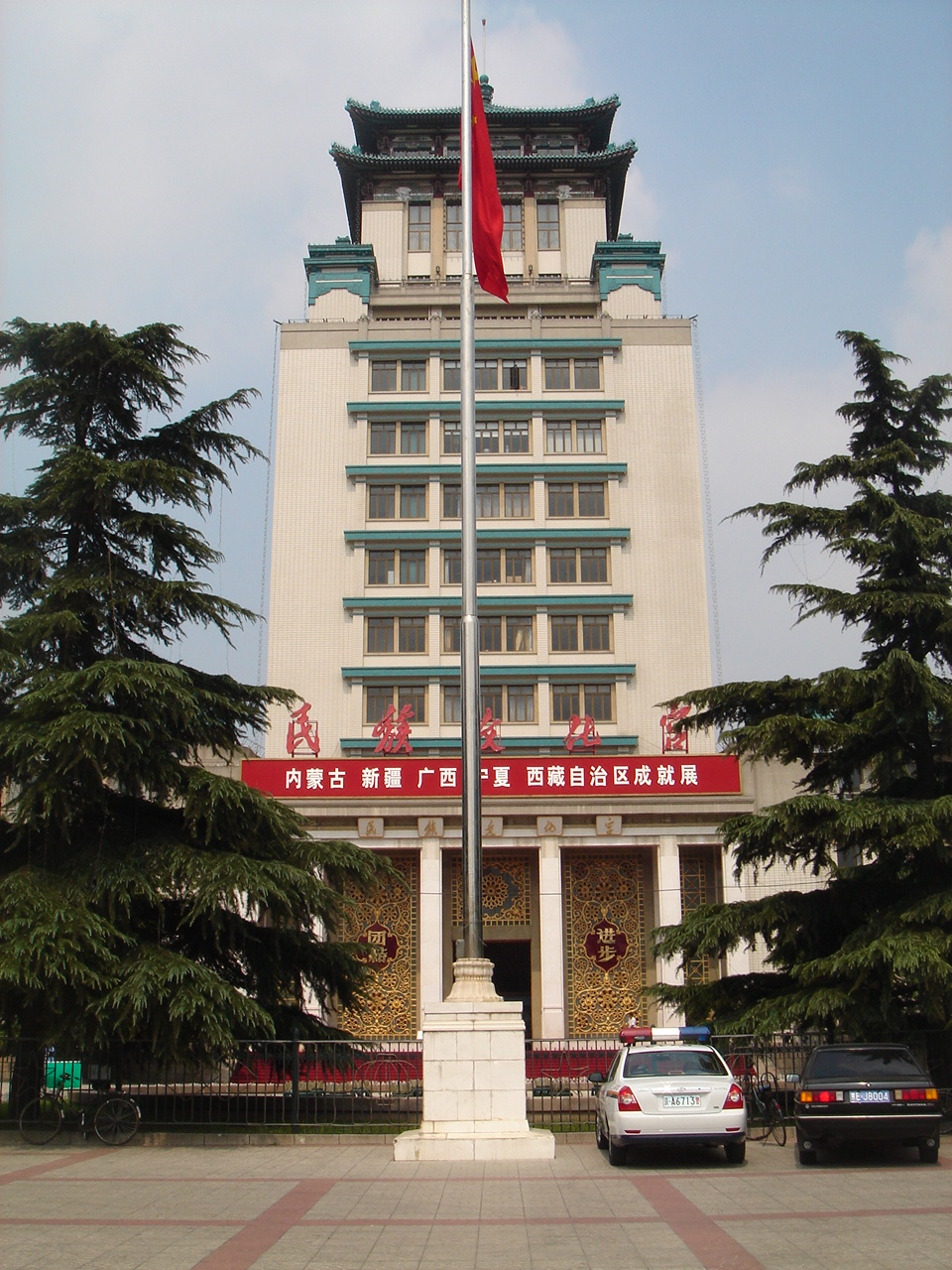
Cung Văn hóa Dân tộc
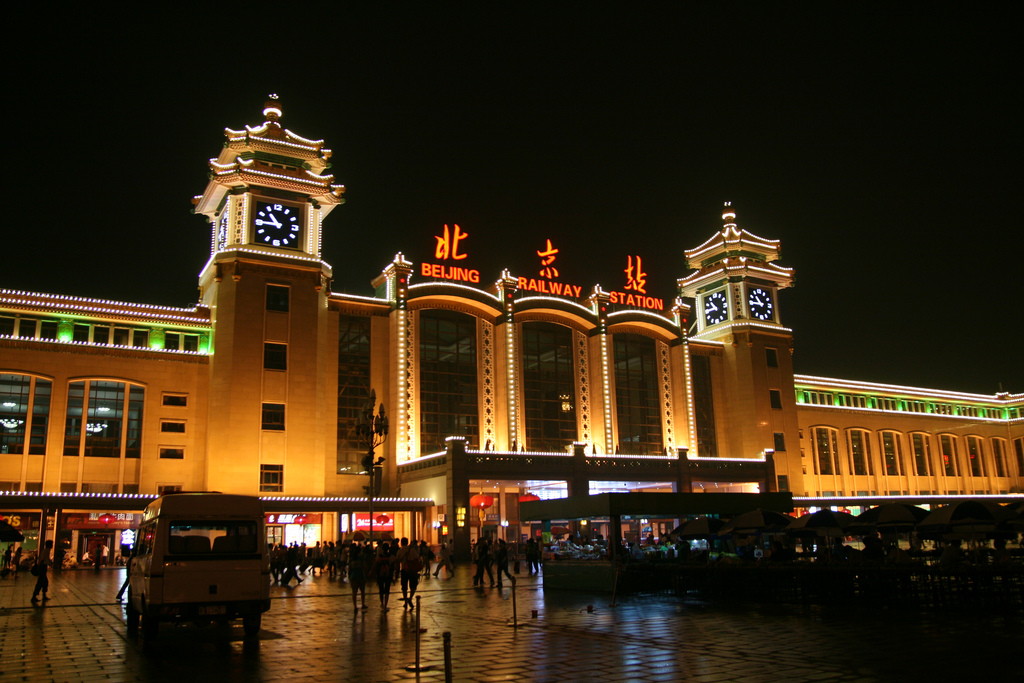
Ga Bắc Kinh
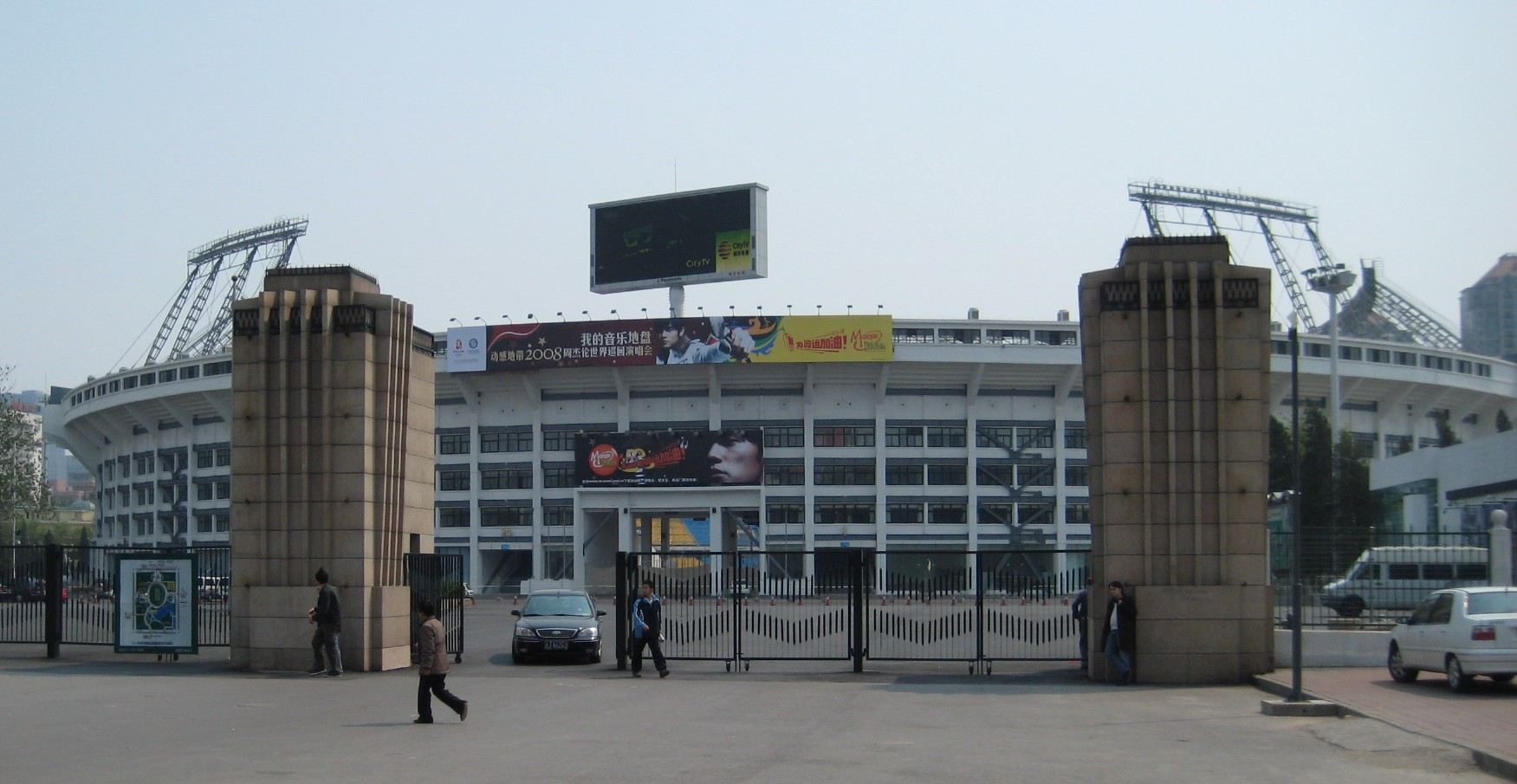
Sân vận động Công nhân
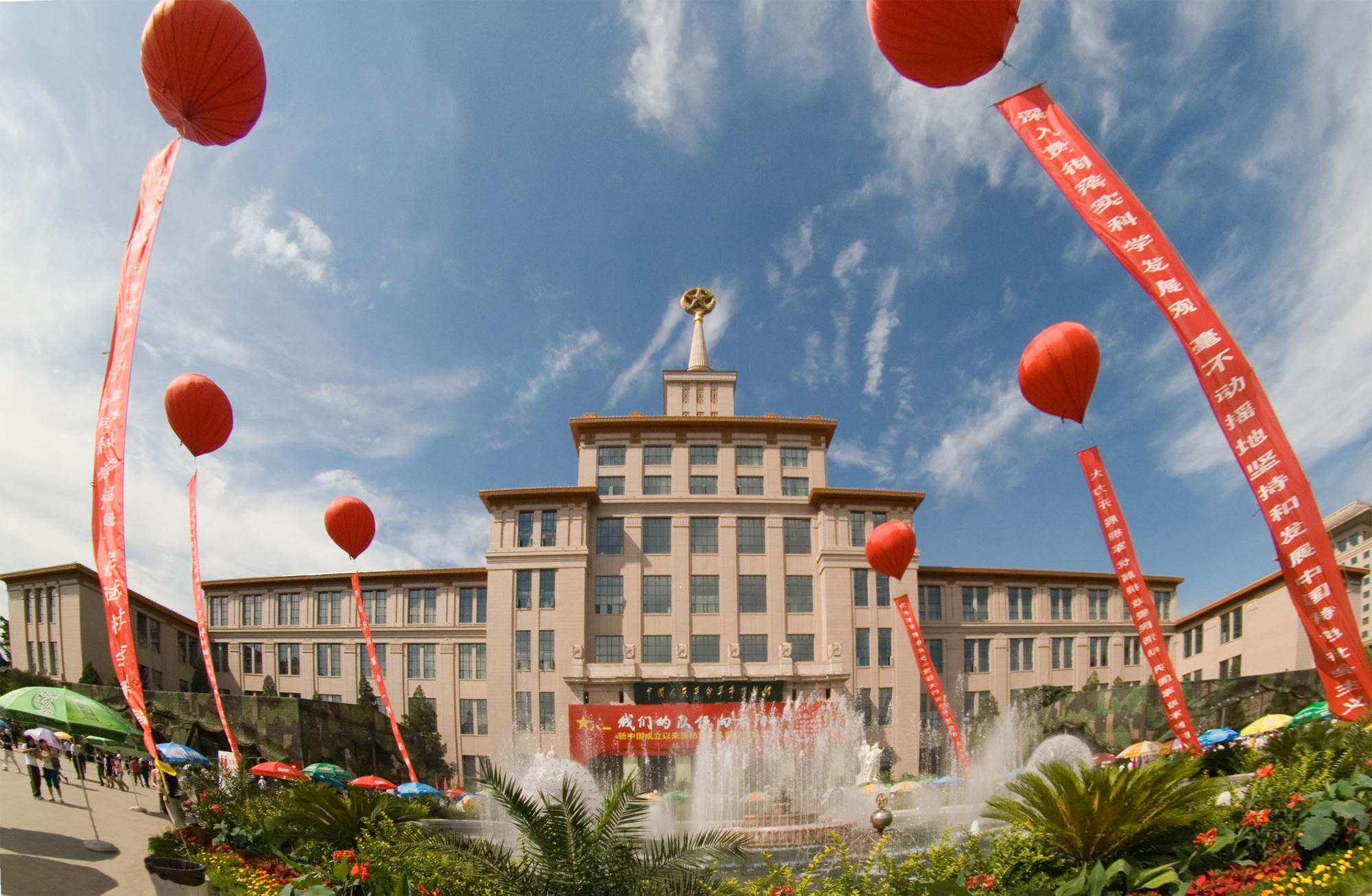
Bảo tàng Quân sự
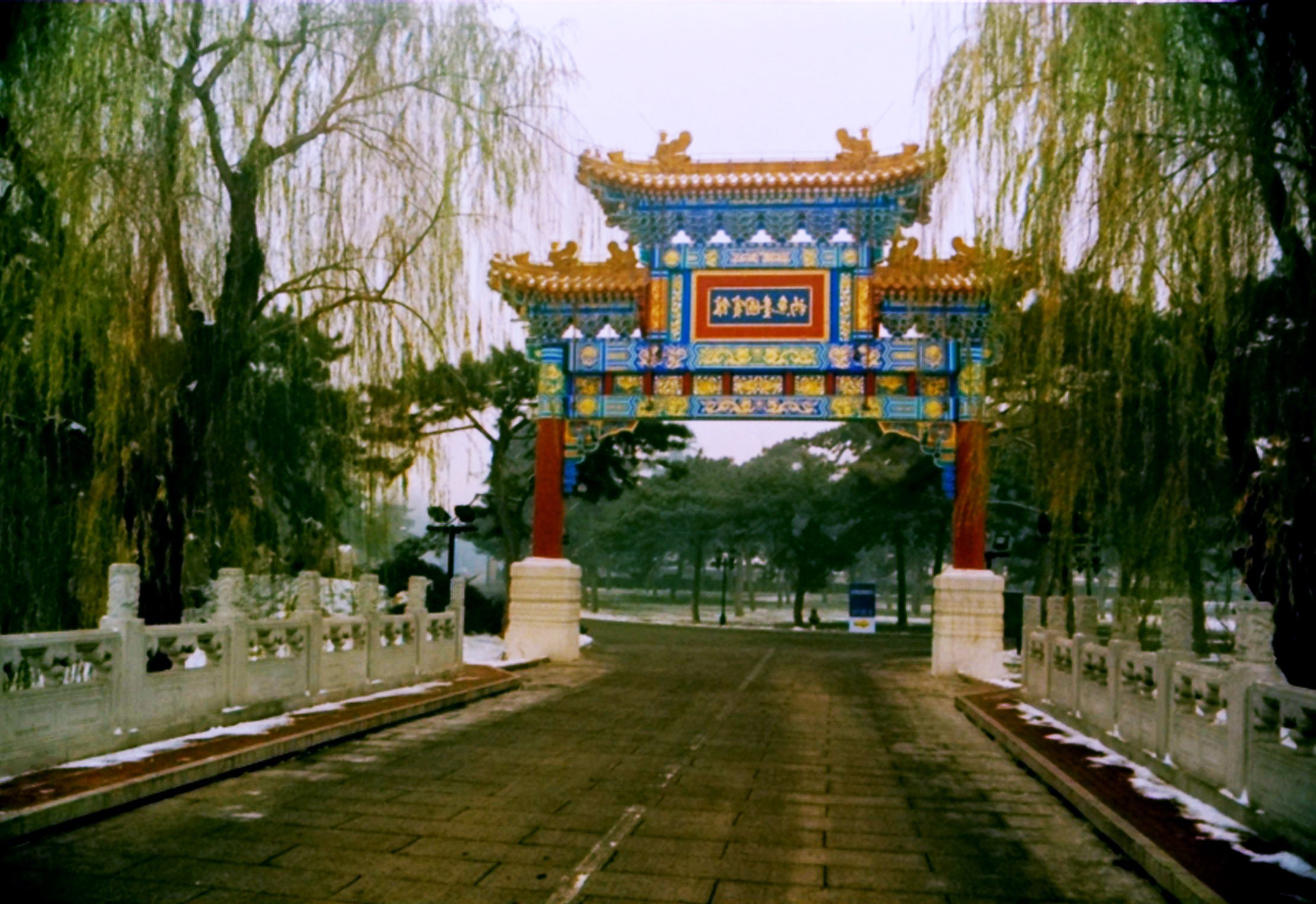
Nhà khách Điếu Ngư Đài